# 2008年の科学
2008年の科学（2008ねんのかがく）では、2008年（平成20年）の科学分野に関する出来事について記述する。

## できごと

### 8月
- 8月1日 - カナダ北部やロシア中央部、中国などで日食が観測された[1]。

### 9月
- 9月10日 - スイスとフランスの国境に設置された高エネルギー物理実験装置「大型ハドロン衝突型加速器」が初稼動[2]。
- 9月11日 - 京都大学、人工多能性幹細胞（iPS細胞）の作製方法に関する特許が日本で成立したと発表[3]。

### 10月
- 10月2日 - イグノーベル賞発表。北海道大学の中垣俊之らによる、脳や神経系を持たない粘菌が迷路を最短ルートで解く情報処理能力を持つことを世界で初めて発見した研究に対して、認知科学賞を授与[4][5]。
- 10月7日 - ノーベル物理学賞に、南部陽一郎、小林誠、益川敏英が選ばれる。日本出身者3名が、同年にノーベル賞を受賞するのは史上初めて[6]。
- 10月8日 - ノーベル化学賞に、下村脩が選ばれる[7]。

### 11月
- 11月1日 - サトシ・ナカモトと名乗る人物がデジタル通貨のビットコインに関する論文を発表[8]。

## 受賞
- アーベル賞 - ジョン・G・トンプソン、ジャック・ティッツ
- ウルフ賞
  - ウルフ賞物理学部門 - 受賞者なし
  - ウルフ賞数学部門 - ピエール・ドリーニュ、フィリップ・グリフィス、デヴィッド・マンフォード
  - ウルフ賞化学部門 - ウィリアム・モーナー、アラン・バード
  - ウルフ賞医学部門 - ハワード・シダー、アーロン・ラージン（英語版）
- ラスカー賞
  - 基礎医学研究賞 - ヴィクター・アンブロス、デイヴィッド・ボールコーム（英語版）、ゲイリー・ラヴカン
  - 臨床医学研究賞 - 遠藤章
- ノーベル賞 （10月）
  - 物理学賞 - 南部陽一郎、小林誠、益川敏英
  - 化学賞 - 下村脩、マーティン・チャルフィー、ロジャー・Y・チエン
  - 生理学・医学賞 - ハラルド・ツア・ハウゼン、フランソワーズ・バレ＝シヌシ、リュック・モンタニエ

## 死去
- 2月2日 - ジョシュア・レーダーバーグ、分子生物学者、ノーベル生理学・医学賞受賞者（* 1925年）
- 4月6日 - 五十嵐邁、昆虫学者（* 1924年）
- 4月13日 - ジョン・アーチボルト・ホイーラー、アメリカ合衆国の物理学者（* 1911年）
- 4月29日 - アルバート・ホフマン、スイスの化学者（* 1906年）
- 4月29日 - 長谷川龍雄、技術者（* 1916年）
- 5月15日 - ウィリス・ラム、アメリカ合衆国の物理学者、ノーベル物理学賞受賞者（* 1913年）
- 6月19日 - 佐々木洋興、化学者、第3代佐々木研究所所長・理事長（* 1911年）
- 7月22日? - 都城秋穂、地質学者（* 1920年）
- 8月23日 - トーマス・ハックル・ウェーラー、アメリカ合衆国のウイルス学者、ノーベル生理学・医学賞受賞者（* 1915年）
- 10月8日 - ジョージ・エミール・パラーデ、ルーマニア生まれの細胞生物学者、ノーベル生理学・医学賞受賞者（* 1912年）
- 11月26日 - エドウィン・サルピーター、オーストラリアの天文学者（* 1924年）
- 12月1日 - 藤田和夫、地球科学者、大阪市立大学名誉教授（* 1919年）
- 12月3日 - オリバー・セルフリッジ、人工知能研究者（* 1926年）
- 12月11日 - ダニエル・カールトン・ガジュセック、アメリカ合衆国の医師、ノーベル生理学・医学賞受賞者（* 1923年）